# Göteborg Régió Önkormányzati Szövetség
A Göteborg Régió Önkormányzati Szövetség (svédül: Göteborgsregionens kommunalförbund, röviden GR) tizenhárom nyugat-svédországi község önkormányzati együttműködése. A térség népessége összesen 927 000 fő.
A GR fő feladata a községhatárokon átnyúló együttműködés erősítése, illetve a tapasztalatcsere lehetőségének megteremtése. Jelentősebb tevékenységi területei a térségi tervezés, környezetvédelem, közlekedés, munkaerőpiac, jóléti és szociális szolgáltatások, kompetenciafejlesztés, oktatás és kutatás.

## Tagok
- Ale
- Alingsås
- Göteborg
- Härryda
- Kungsbacka
- Kungälv
- Lerum
- Lilla Edet
- Mölndal
- Partille
- Stenungsund
- Tjörn
- Öckerö[1]